# Van Heflin

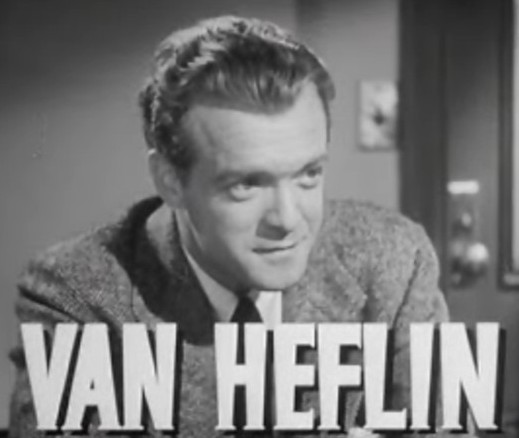
Van Heflin i Mordet på centralen (1942).

Van Heflin, eg. Emmett Evan Heflin, Jr., född 13 december 1908 i Walters, Oklahoma, död 23 juli 1971 i Hollywood, Los Angeles, Kalifornien, var en amerikansk skådespelare.
Van Heflin debuterade 1928 på Broadway. Han "upptäcktes" av Katharine Hepburn, som övertalade filmbolaget RKO att låta honom spela hennes älskare i filmen En kvinna gör uppror (1936). 1942 vann Heflin en Oscar för bästa manliga biroll som alkoholiserad intellektuell i Johnny Eager. Van Heflin gjorde många rolltolkningar i såväl drama som actionfilmer. Hans sista roll var som galen bombman i Airport – flygplatsen (1970).
Han avled 1971 av en hjärtattack, som han drabbades av då han simmade i sin swimming-pool. I enlighet med Heflins önskan spreds hans aska i Stilla havet. 
Van Heflin har två stjärnor på Hollywood Walk of Fame. En för film vid adressen 6311 Hollywood Blvd. och en för TV vid adressen 6125 Hollywood Blvd.

## Filmografi i urval
- 1936 – En kvinna gör uppror
- 1940 – Vägen till Santa Fe
- 1941 – En viss mr. Pulham
- 1941 – Det evigt kvinnliga
- 1941 – Johnny Eager
- 1942 – Mördare i handskar
- 1942 – Mordet på centralen
- 1942 – Tennessee Johnson
- 1946 – Fallet Martha Ivers
- 1946 – Efter regn kommer solsken
- 1947 – Gröna delfinens gata
- 1948 – De tre musketörerna
- 1948 – Förrädaren
- 1949 – Madame Bovary
- 1953 – Mannen från vidderna
- 1954 – Kvinnans värld
- 1954 – Svarta änkan
- 1957 – 3:10 till Yuma
- 1965 – Mannen från Nasaret
- 1970 – Airport – flygplatsen